# هولاند بارك (محطة مترو أنفاق لندن)
هولاند بارك (بالإنجليزية: Holland Park)‏ هي إحدى محطات مترو أنفاق لندن. تقع على خط سينترال أفتتحت في المنطقة (Zone) رقم 2 أفتتحت في 30 يوليو 1900.

## معرض صور

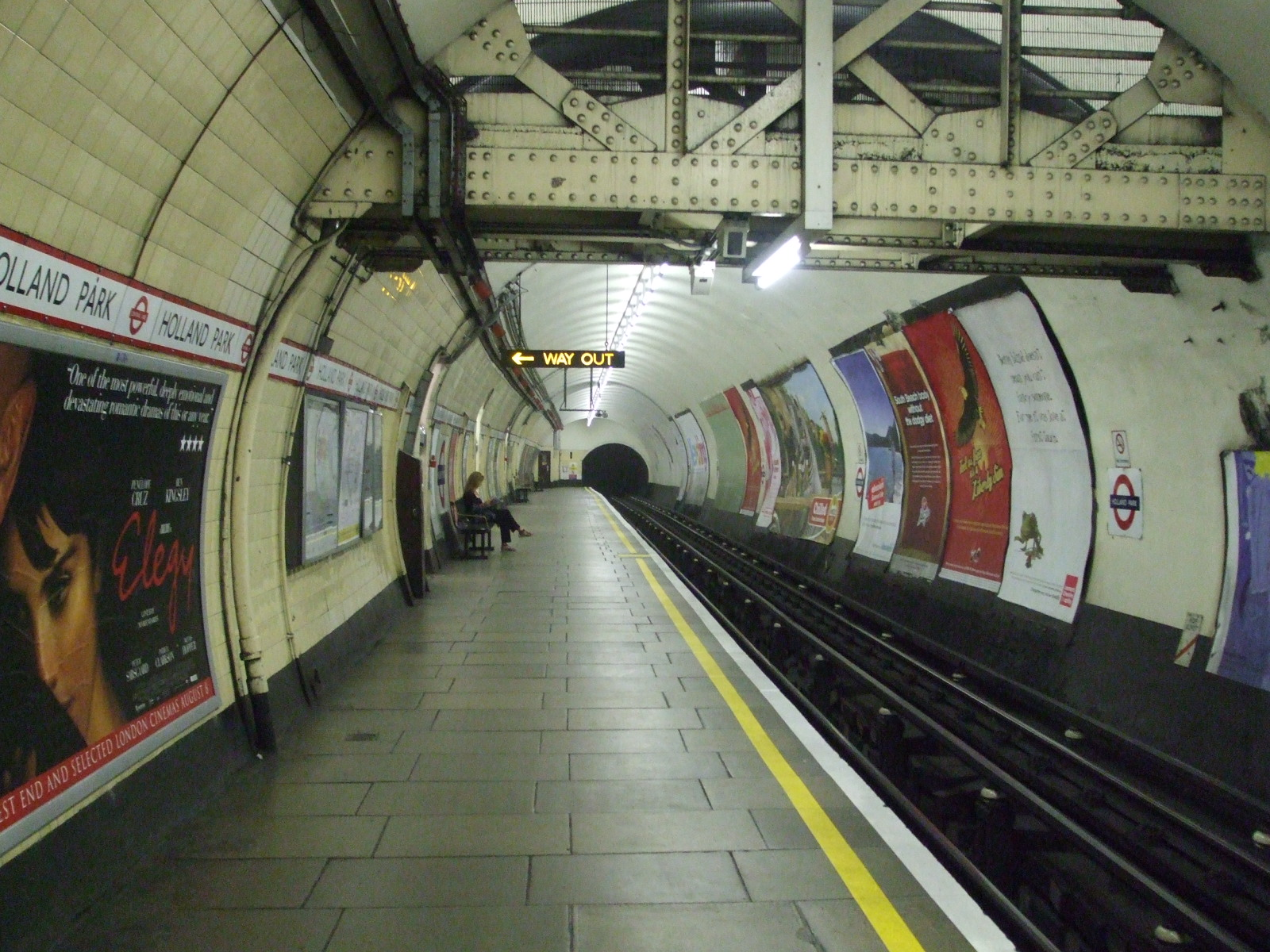
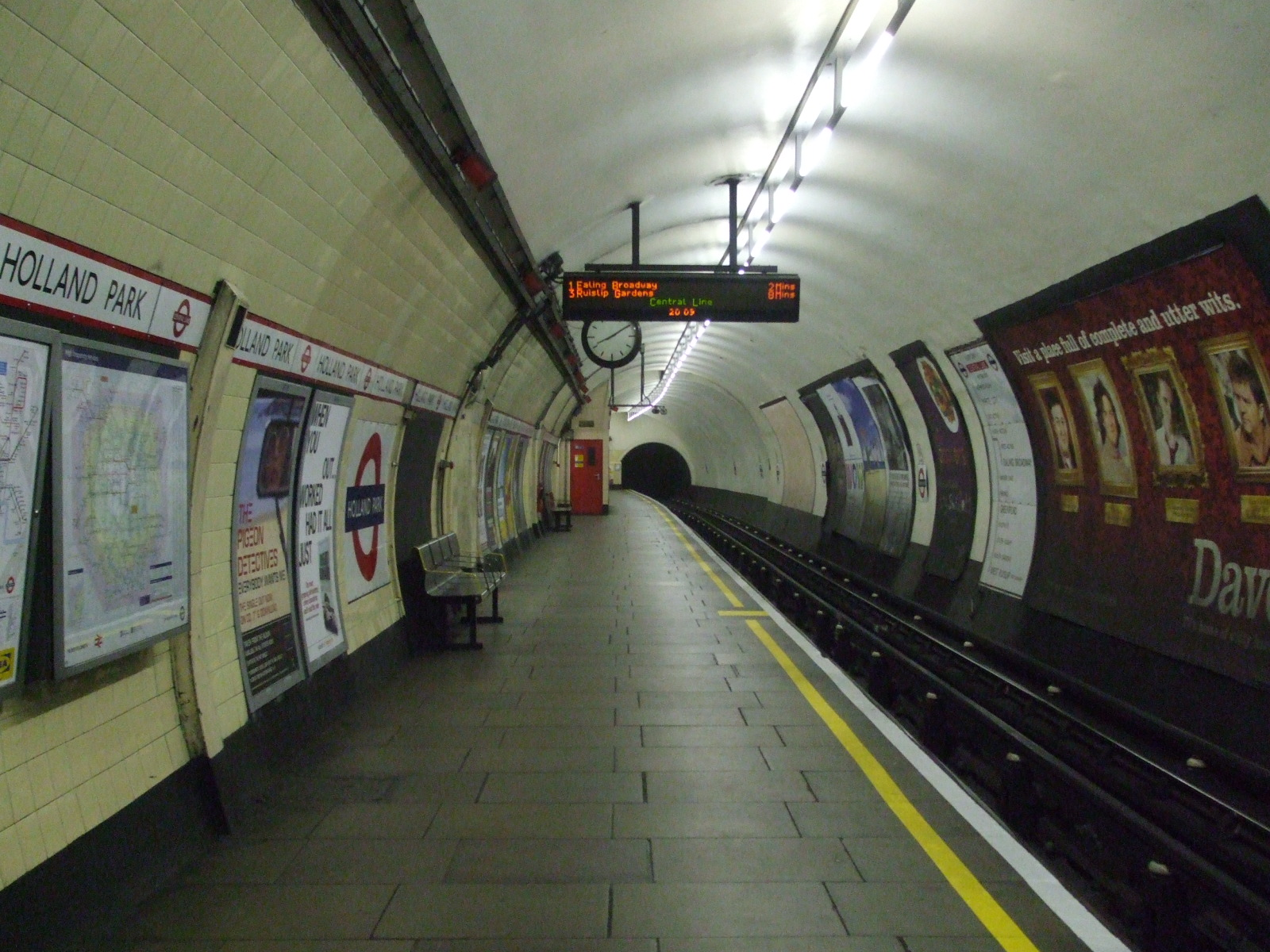
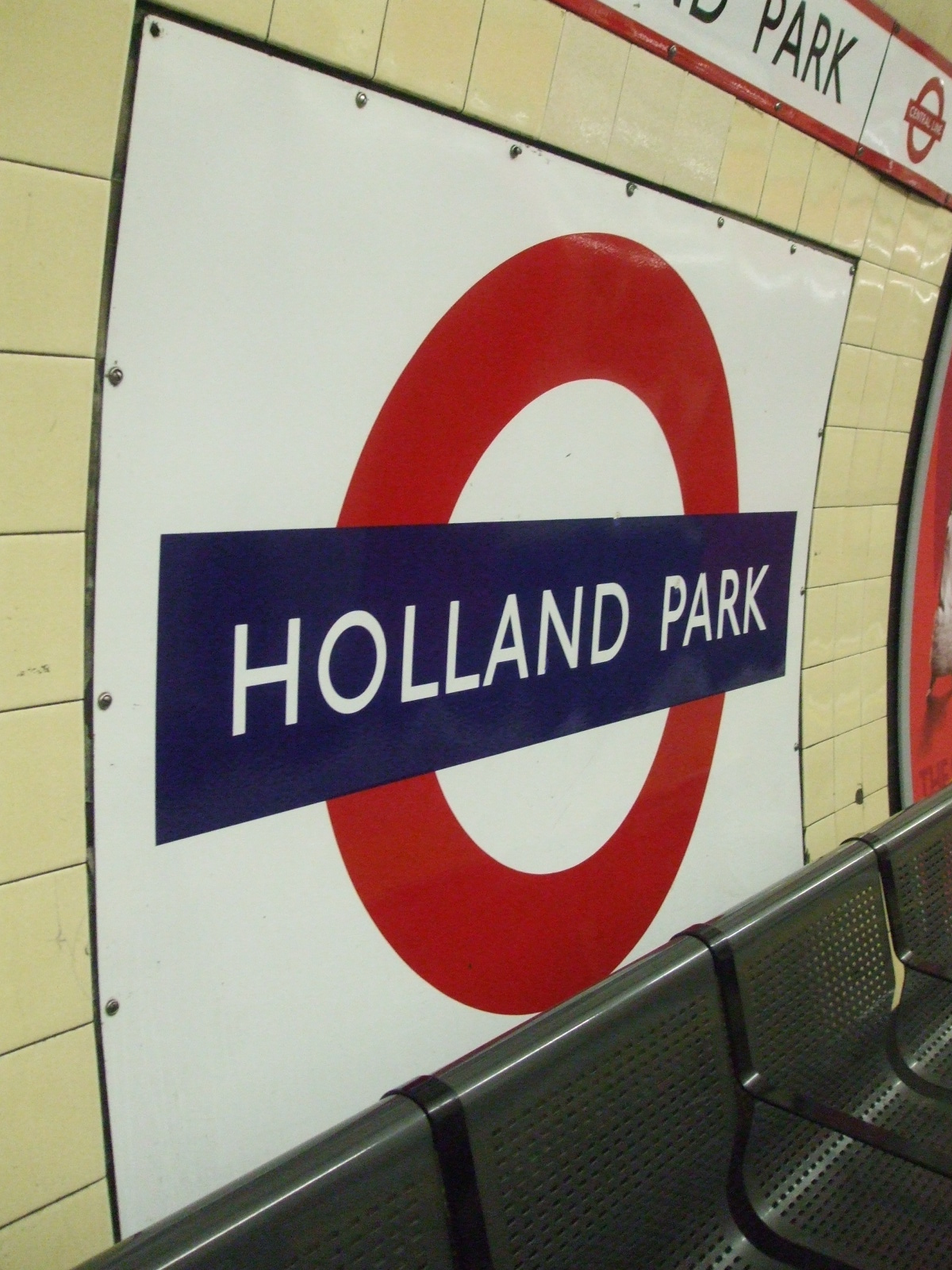